# Monstera
Monstera là một chi gồm khoảng 50 loài thực vật có hoa thuộc họ Ráy (Araceae), bản địa vùng nhiệt đới châu Âu. Tên khoa học của chi này xuất phát từ tiếng Latinh và có nghĩa là "quái dị" hay "dị thường", bắt nguồn từ những chiếc lá có lỗ khác thường của các thành viên của chi này.

## Loài
Tính đến  tháng 7 năm 2014 The Plant List ghi nhận 48 đơn vị phân loại (loài và thứ):
- Monstera acacoyaguensis Matuda
- Monstera acuminata K.Koch – Shingle plant
- Monstera adansonii Schott
  - var. klotzschiana (Schott) Madison
  - var. laniata (Schott) Madison
- Monstera alticola Croat
- Monstera amargalensis Croat & M.M.Mora
- Monstera aureopinnata Croat
- Monstera barrieri Croat, Moonen & Poncy
- Monstera bocatorana Croat & Grayum
- Monstera buseyi Croat & Grayum
- Monstera cenepensis Croat
- Monstera coloradensis Croat
- Monstera costaricensis (Engl. & K.Krause) Croat & Grayum
- Monstera deliciosa Liebm. – Ceriman, Swiss-cheese plant
- Monstera dissecta (Schott) Croat & Grayum
- Monstera dubia (Kunth) Engl. & K.Krause
- Monstera epipremnoides Engl.
- Monstera filamentosa Croat & Grayum
- Monstera florescanoana Croat, T.Krömer & Acebey
- Monstera fortunense Croat
- Monstera glaucescens Croat & Grayum
- Monstera gracilis Engl.
- Monstera jefense Croat
- Monstera kessleri Croat
- Monstera lechleriana Schott
- Monstera lentii Croat & Grayum
- Monstera luteynii Madison
- Monstera membranacea Madison
- Monstera minima Madison
- Monstera molinae Croat & Grayum
- Monstera obliqua Miq.
- Monstera oreophila Madison
- Monstera pinnatipartita Schott
- Monstera pirrense Croat
- Monstera pittieri Engl.
- Monstera planadensis Croat
- Monstera praetermissa E.G.Gonç. & Temponi
- Monstera punctulata (Schott) Schott ex Engl.
- Monstera siltepecana Matuda
- Monstera spruceana (Schott) Engl.
- Monstera standleyana G.S.Bunting
- Monstera subpinnata (Schott) Engl.
- Monstera tenuis K.Koch
- Monstera tuberculata Lundell
  - var. brevinoda (Standl. & L.O.Williams) Madison
- Monstera vasquezii Croat
- Monstera xanthospatha Madison

Trước đây được xếp vào:
- Monstera gigantea (Roxb.) Schott - Epipremnum giganteum (Roxb.) Schott